# Силуан (апостол від сімдесяти)

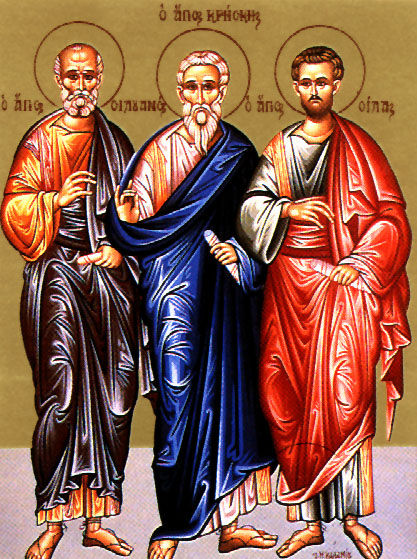
Ікона апостола Сільвана (ліворуч), із Кресцентом і Силою сімдесятників.

Силуан (Сильван) - особа у східній православній традиції, яка вважається одним із сімдесяти апостолів. За православним переказом став єпископом Солунським і помер мученицькою смерттю. 

## Ідентифікація
Силуана слід відрізняти від Сильвана, більш відомого як Сила, який згадується в Новому Завіті (Діяннях, посланнях Павла та 1-шому посланні Петра), як співавтор або переписувач деяких з цих творів.